# 朱多㸅
建安康懿王朱多㸅（1539年2月22日—1601年10月27日），號支仙，明朝寧藩第四代建安王，建安昭靖王朱拱榐的嫡長子。

## 生平
嘉靖十八年二月初四日（1539年2月22日）生。隆慶四年（1570年）八月，建安昭靖王朱拱榐去世。萬曆元年（1573年）四月，朱多㸅襲封建安王。
萬曆二十九年十月初二日（1601年10月27日），朱多㸅去世，享年六十三岁。萬曆三十年（1602年）六月，獲諡康懿。一年後，嫡長子朱謀壠襲爵。

## 家庭

### 妻
- 黃氏（1539年－1608年）[1]，萬曆元年（1573年）四月冊為建安王妃。

### 妾
- 吳氏（1559年－1619年）
- 徐氏（1571年－1637年）[1]

### 子
- 嫡長子：建安王長孫→建安王長子→建安惠和王朱謀壠
- 第二子：鎮國將軍朱謀𡉵󠄀（1576年－1640年）
- 第三子：鎮國將軍朱謀⿰土𡊥󠄀（1581年－1642年）
- 第四子：鎮國將軍朱謀𡋰（1589年－1647年）[6]